# Червона каша
Роте грютце — солодка страва німецької кухні і кухонь країн Скандинавії. Назва походить від типового червоного забарвлення через ягоди, які в ній містяться. В кашу входять подрібнені інгредієнти крохмалистих, які складають типову консистенцію. Інші плоди будуть мати назву відповідно жовта або зелена каша.

## Приготування
За старими рецептами для приготування потрібен сік червоних ягід, таких як смородина та малина, червона каша вариться у воді або червоному вині. Якщо у страві міститься рисове борошно, то це буде червоний рисовий  пудинг. Червону кашу традиційно готують з малини і смородини з водою і проціджують інгредієнти через сито. Залежно від рецепта, масу приправляють цукром, лимоном, ваніллю, вином або лікером. Для кращого результату використовують крохмаль. Також каша традиційно може бути з манною крупою або гречаним борошном, які добре поєднуються між собою та створюють необхідну консистенцію.
Червону кашу, як правило, подають з молоком, часом з вершками, а також заварним кремом і морозивом.

## Поширення
Роте Грютце належить переважно до данської і шведської кухні. У Німеччині часто цю страву вважають типовою для Північної Німеччини. Великої популярності здобула Роте Грютце Сютлерівського виду. Схожа страва в Східній Європі називається «кисіль».